# Hermaea (traghetto)
La Hermaea è stata una nave traghetto di tipo ferroviario che ha prestato servizio per le Ferrovie dello Stato sulla rotta Civitavecchia - Golfo Aranci. Costruito nel 1962 ai Cantieri Navali Riuniti di Palermo (oggi Fincantieri), è stato in servizio dal 1962 al 1997, per poi essere radiato e demolito nel 1999 (anche se risultava già alienato nel 1997).
La Hermaea, gemella della Tyrsus, effettuava due corse giornaliere tra la penisola italiana e la Sardegna con partenze regolari, trasportando passeggeri con auto al seguito, carri ferroviari e mezzi gommati pesanti. Nell'ultimo periodo d'esercizio, la Hermaea non svolgeva più servizio passeggeri ma veniva utilizzata solo per il trasporto merci, in riserva all'unità cargo Garibaldi.
Le auto venivano stipate sia nei ponti inferiori, tramite appositi ascensori, e sul ponte scoperto di poppa, raggiungibile da apposite rampe ubicate latermente alle invasature dei porti. Il traghetto aveva a disposizione 70 cabine con servizi per i passeggeri (47 singole e 23 doppie), sala poltrone, un bar e un ristorante self service.

## Origine del nome

Vista poppiera della nave: si nota il portellone ad apertura "a raso" per l'imbarco dei carri ferroviari.

Hermaea è il nome antico dell'isola di Tavolara.

## Navi gemelle
- Tyrsus